# T.J. Brodie
T.J. Brodie (ur. 7 czerwca 1990 w Chatham, Ontario) – kanadyjski hokeista. Reprezentant Kanady.

## Kariera
- Chatham-Kent Cyclones M Mdgt AAA (2005-2006)
- Leamington Flyers (2006-2007)
- Saginaw Spirit (2007-2009)
- Barrie Colts (2009–2010)
- Abbotsford Heat (2010-2013)
- Calgary Flames (2010-2020)
- Toronto Maple Leafs (2020-)

Jest wychowankiem klubu Dresden MHA. Przez cztery sezony występował w juniorskich rozgrywkach OHL. W drafcie NHL z 2008 został wybrany przez Calgary Flames. W Calgary Flames zadebiutował w październiku 2010 (trzy mecze w NHL), po czym został przekazany do zespołu farmerskiego Abbotsford Heat w lidze AHL (później był tam przekazywany kilkakrotnie do 2013). W Calgary regularnie występuje od sezonu NHL (2011/2012). W lipcu 2013 przedłużył kontrakt z Calgary o dwa lata. Po 10 latach w Calgary w październiku 2020 przeszedł do Toronto Maple Leafs, podpisując czteroletni kontrakt.
Uczestniczył w turnieju mistrzostw świata 2013.

## Sukcesy
Klubowe
- Emms Trophy: 2010 z Barrie Colts
- Bobby Orr Trophy: 2010 z Barrie Colts
- Hamilton Spectator Trophy: 2010 z Barrie Colts

Indywidualne
- Sezon WOHL 2006/2007:
  - Pierwszy skład gwiazd
  - Skład gwiazd pierwszoroczniaków
  - Najlepszy pierwszoroczniak wśród obrońców
- Sezon AHL 2010/2011:
  - Mecz gwiazd